# جوزيف بلوش
جوزيف بلوش (12 فبراير 1912-29 يوليو 1969) هو كان عضو في الحزب النازي خدم في قوات الأمن الخاصة النازية والشرطة الأمنية الألمانية.